# Paisley, Skottland
Paisley (skotsk gaeliska: Pàislig) är en stad och tidigare burgh, och är den administrativa huvudorten i Renfrewshire, Skottland. Staden hade 73 190 invånare år 2006 och täcker en yta av 29,79 km². Paisley är beläget cirka 11,1 kilometer väster om Glasgow, och ingår i denna stads storstadsområde.
Paisley ligger vid den segelbara floden Cart, och står genom en kanal i förbindelse med Glasgow. Paisley är en av Skottlands äldsta städer, men var länge en mycket liten stad. Av det 1163 grundade cluniacensklostret återstår den gotiska kyrkan. Uppsvinget för staden kom under 1800-talet då särskilt textilindustrin och den kemiska industrin blomstrade upp. Det tornprydda rådhuset uppfördes 1882.